# Sungai Aur (Batang Peranap)
Sungai Aur is een bestuurslaag in het regentschap Indragiri Hulu van de provincie Riau, Indonesië. Sungai Aur telt 728 inwoners (volkstelling 2010).